# Прут
Прут (укр. Прут, рум. Prut) — река в Восточной Европе, левый приток Дуная. Длина 967 километров. Исток Прута находится в Ивано-Франковской области Украины в Украинских Карпатах. По Пруту проходит граница между Румынией и Молдавией, а также небольшой участок границы между Румынией и Украиной. Среднемноголетний расход воды в устье, у с. Джурджулешть - 110 м3/с.

## Название
Река Прут была известна скифам под именем Пората, а грекам под именем Пирет (др.-греч. Πυρετός «Лихорадочная»). Происхождение гидронима не до конца выяснено, исследователи указывают на его сходство со протославянским «prúd», но хронологическая увязка ориентировочной даты появления славян в этих местах с периодом написания геродотовской «Истории» проблематична, поскольку не найдено иных подтверждений славянского происхождения названия реки, кроме общеславянского корня. В дальнейшем была известна римлянам под именем (лат. Hierasus, Poras).

## Рельеф
Бассейн реки Прут расположен в южной части Украинских Карпат, Кодринской, Северо-Молдавской и Тигеческой возвышенностях, а также на территории румынской Молдовы. В пределах бассейна выделяется несколько категорий речных долин, которые определяются геологической структурой: узкие долины — ущелья, характерные для верхнего и частично среднего течения реки. Склоны этих долин крутые, переходят в русло реки многочисленными порогами. В среднем и нижнем течении преобладают широкие ящикообразные долины с хорошо развитыми поймами и террасами.

## Описание
Высота истока — 1630 м над уровнем моря. Река Прут берёт своё начало на юго-восточном склоне горы Говерла Ивано-Франковской области в Украинских Карпатах на расстоянии около 15 км на юго-восток от села Ворохта массива Черногоры, затем течёт на восток в сторону Яремче и Черновцов. Через 100 км река поворачивает на юг и образует естественную границу между Молдавией и Румынией. Начиная от города Леова Прут становится судоходным.
Водосборный бассейн реки относительно равномерно распределён на территориях стран, по которым протекает река: украинская часть бассейна составляет 33 %, румынская 39 %, молдавская 28 %. По реке Прут проходит граница между Украиной и Румынией, а также Республикой Молдова и Румынией. При этом длина реки на территории Украины составляет 272 км, Румынии — 742 км, Молдавии — 695 км.
В верхнем течении река Прут представляет собой типичную горную реку с узкой долиной и высокими крутыми склонами, быстрым течением и множеством порогов. В среднем течении долина реки расширяется до 6 км, река меандрирует, а её извилистое русло местами делится на рукава. Берега на этом участке невысокие, течение реки уменьшается до 1,5 м/с. В нижнем течении долина реки расширяется до 10 км, берега становятся покатыми, местами изрезаны оврагами. Русло расширяется и достигает значений от 100 до 400 м, пойма сильно заболочена. Течение реки ленивое, скорость воды 0,7 м/с. Южнее села Немцены Хынчештского района широкая пойма переходит в плавни. Максимальная глубина реки до 8 м.
По типу землепользования, бассейн реки Прут относится к типичным аграрным регионам. Только на территории Молдовы сельхозугодия занимают 76,8 %. Более половины площади используется для выращивания зерновых и технических культур, орошаемые земли используются в овощеводстве. Южные склоны используются для виноградарства. По мере продвижения вниз по течению реки, снижаются площади садов. Значительная часть территории бассейна отведена под пастбища.
На реке Прут расположены города Ворохта, Яремче, Коломыя, Черновцы, Новоселица, Унгены, Леово.

## Гидрологический режим
Водные ресурсы реки в течение года распределены неравномерно. Самые большие расходы наблюдаются с апреля по июль, с максимумом среднего расхода в июне 124—127 м³/с. Минимальный расход составляющий не более 60 м³/с фиксируется в зимние месяцы. Среднегодовой сток Прута составляет 2,7 км³, с минимумом от 1,2 км³ в засушливые и максимумом до 5 км³ в дождливые годы. Среднегодовой расход составляет 78-94 м³/с, с колебаниями от 40 до 162 м³/с. Характерно весеннее половодье, осенне-летние дождевые паводки.

## Морфометрические и морфографические характеристики
- длина основного русла 967 км[1];
- площадь бассейна 27540 км²[1];
- падение 1577 м, средний уклон составляет 1,63 м/км (1,63 %)[1];
- извилистость реки 2,1[1].

## Водосборный бассейн реки
Притоки Прута в Молдавии (с левой стороны): Медведка, Ларга, Вилия, Лопатинка, Драдиште, Раковец, Чугур, Каменка, Гырла-Микэ, Гырла-Маре, Делия, Братулянка, Нырнова, Лапушна, Лапушница, Сырма, Сэрата, Тигеч.
Притоки Прута в Румынии (с правой стороны): Гирени, Башеу, Жижия, Бахлуй, Мошна, Руджинос, Гырла-Боул-Бэтрын, Елан, Харинча.
Многие небольшие притоки Прута летом совершенно пересыхают.

## Устье реки
Река Прут впадает в Дунай на высоте 2,4 м. Устье находится в 500 м юго-восточнее села Джурджулешть.
Место впадения Прута в Дунай является точкой стыка границ Молдавии, Румынии и Украины (Одесская область). Отсюда граница Молдавии с Украиной поворачивает на северо-восток, а ниже по течению Дуная (в юго-восточном направлении) продолжается румынско-украинская граница.

## Естественные озёра и искусственные водохранилища
В пойме реки Прут в результате оползневых процессов образованы природные озёра, характеристика которых определяется режимом нижнего Прута и Дуная. Самым большим из них является озеро Белеу, расположенное в нижнем течении Прута, входящее в состав молдавского заповедника Прутул де Жос.
Кроме природных озёр, в бассейне реки Прут создано около 1350 искусственных прудов и водохранилищ, общей площадью 75,3 км². Основной целью их создания было регулирование речного стока, снижение риска наводнений, а также рыболовство, орошение, рекреация и производство электроэнергии. Также вдоль реки были насыпаны оградительные валы.
В 1976 году у посёлка Костешты Рышканского района МССР совместно с Румынией были построены плотина, водохранилище и ГЭС (Костешты-Стынка ГЭС), что дало возможность зарегулировать сток реки и оросить большие площади.
С момента ввода в эксплуатацию, объём всех озёр антропогенного происхождения значительно уменьшился из-за процессов заиления. В 2015 году фактический объём водохранилища Костешты-Стынка составил около 577,3 млн м³.

### Малые ГЭС
После 30-летней консервации в декабре 2005 года в промышленную эксплуатацию на речке Прут у города Снятын Ивано-Франковской области Украины введена Снятынская ГЭС мощностью 800 кВт.
В верховьях реки строится мини-гидроэлектростанция. Вокруг участка происходит конфликт между Карпатским национальным природным парком и Ворохтянским сельским советом. 18 ноября 2015 года Хозяйственный суд Ивано-Франковской области принял решение, по которому отказал парку в ходатайстве о в возврате земельного участка площадью 0,476 га.
В 2013 году Румыния и Молдова предложили совместный проект строительства 13 гидроэлектростанций на реке Прут.

## История
В XII веке в бассейне Прута располагались галицко-русские города — Ленковецкое городище, Берладь, Текуч и Малый Галич (нынешний Галац). В XIII веке на Пруте находилась страна «бродников», а при впадении Бахлуя в Прут на древних картах значится город Брады или Бруды (впоследствии Цецора). В конце XIV века на Пруте существовал русский город Романов Торг (ныне Роман). В славяно-молдавской летописи 1470 года упоминается победа воеводы Стефана Великого над татарами у Липника (в верховьях реки Чугора). На картах XVI века в бассейне Прута отмечено несколько молдавских городов — Сучава, Немец, Прут, Хролов (позже Гирлеу), Брады (позже Цецора), Бахлуй и др., на реке Лопушне — Нуш, Лопушна и Ласты, Луканья (ныне Леово), Щелеч (позже село Хотешты), Видвица или Видяча (позже Вадуца) на реке Ларге. В 1513 году через Прут перешли татары, в 1518 году — перекопский султан Албул, войско которого было разбито и частью потоплено в Пруте и Чугуре Стефаном IV Штефаницей. В 1581 году сюда вновь вторглись перекопские татары. В 1563 году через Прут перешёл с казаками князь Дмитрий Вишневецкий, в 1594 году — Наливайко и Лобода, в 1621 году — султан Осман, потерпевший поражение под Хотином. В 1653 году на берегах Прута в битве с молдаванами был смертельно ранен сын Хмельницкого Тимош.
В 1711 году произошёл знаменитый Прутский поход Петра Великого против турок. Историческое значение имеет невыгодный для России Прутский мир, который вынужден был заключить Пётр Великий с турками 23 июля 1711, после того, как его армия оказалась окружена у посёлка Гуш.
Во всех русско-турецких войнах русские войска переходили через Прут. По Бухарестскому миру 16 мая 1812 году река Прут была установлена границей русской Бессарабии. В 1821 году на правом берегу, у местечка Скуляны, и на виду у приграничных российских частей, получивших приказ не вмешиваться, 400 греческих гетеристов под командованием Афанасиоса Карпенисиотиса героически пали до единого в неравном бою с турками.
По Парижскому трактату 1856 года низовья Прута отошли к Молдавии, но в 1878 году по Берлинскому трактату возвращены России.
В начале Великой Отечественной войны советские войска упорно оборонялись на рубеже реки Прут, по которой с 1940 года проходила советско-румынская граница, в ходе оборонительной операции в Молдавии.

## Наводнения
Бассейн Прута находится в ливнеопасной зоне, что связано с его географическим положением. Верхнее течение реки расположено в Украинских Карпатах — местности, где атмосферная циркуляция способствует выпадению обильных, до 200—300 мм в сутки осадков, что приводит к формированию катастрофических паводков и затоплению больших территорий. Дождевые паводки в бассейне проходят многократно, а в летний период их количество может насчитываться от 2 до 8. Максимальный расход паводковой волны в этот период может достигать 4000-5000 м³/с.
В течение последних 30-40 лет частота катастрофических наводнений, по сравнению с последним 100 летним периодом, удвоилась. При этом наиболее разрушительные наводнения были зафиксированы в 1959, 1965, 1969, 1970, 1971, 1975, 1991, 1996, 1998, 2008 и 2010 годах, в том числе, несмотря на значительное снижение максимального расхода паводковой волны от 4000 до 500—750 м³/с, за счёт регулирования, выполняемого водохранилищем Костешты-Стынка.
Наводнения, происходящие в нижнем течении Прута, в основном связаны с высоким уровнем воды в Дунае.

## Судоходство
Возможности для полноценной навигации на реке Прут ограничены, поэтому речной транспорт развит слабо. Река судоходна до города Леова. На реке Прут действует международный свободный порт Джурджулешть, строится речной порт Унгены. Внутренние водные пути позволяют транспортировку товаров при помощи буксиров-толкачей, а также с помощью барж грузоподъёмностью до 600 тонн.
В последние годы навигация возможна лишь в весеннее половодье, однако Министерство Транспорта Молдавии планирует в перспективе программы по расширению судоходства от села Джурджулешть до города Унгень.

## Экологическое состояние реки
Основное антропогенное воздействие на состояние реки Прут оказывает сельскохозяйственная деятельность в её долине, промышленные и хозяйственные объекты населённых пунктов расположенных вдоль реки и её притоков вследствие неудовлетворительного развития системы водоотведения и отсутствия очистных сооружений. Интенсивное освоение склонов способствует оползням и обвально-осыпным процессам.
К природным факторам воздействия на качественные параметры реки относятся интенсивные ливневые осадки, а также связанные с ними наводнения, в результате которых интенсификуются процессы смыва с поверхности водосборов твёрдых частиц, химических веществ, используемых в сельском хозяйстве, а также бытового мусора.

### Качество поверхностных вод
По гидрохимическим показателям, качество воды реки Прут в 2013—2015 годах соответствовало классам качества от «умеренно загрязнённая» до «сильно загрязнённая». Гидрохимические параметры качества воды относились к классам качества от «хорошая» до «сильно загрязнённая».
При этом, в разные периоды времени было зафиксировано значительное превышение установленных норм для ХПК, NH4, Na, K, фенолов и нефтепродуктов. Повышенные концентрации содержания общего железа (Fe) были обнаружены в с. Липкань, с. Валя Маре, г. Леова, г. Кахул и с. Джурджулешть, меди (Cu) — в с. Крива, цинка (Zn) — в с. Липкань и г. Леова, кадмия (Cd) — в с. Джурджулешть.
По гидрохимическим параметрам, качество воды притоков реки Прут характеризуется как «загрязнённая» или «сильно загрязнённая». Значительное превышение установленных норм было зафиксировано для значений ХПК, БПК, минерализации, SO42-, Na, K, Fe, нефтепродуктов и фенолов.